# Panhypersebastos
Panhypersebastos ("sopra tutti onoratissimo") era un titolo nobiliare in uso nell'impero bizantino, dal 1118 circa.
Il titolo di panhypersebastos, fu creato intorno al 1118, dal basileus Alessio I Comneno (1081-1118), creato apposta per il genero Niceforo Briennio, che aveva sposato la figlia primogenita dell'imperatore, Anna Comnena. Questo titolo conferma quanto i titoli bizantini stavano perdendo il loro valore, i titoli diventavano solo di significati cerimoniali, per la corte bizantina.